# 徐耀昌
徐耀昌（1955年6月30日—），臺灣無黨籍政治人物，生於苗栗縣南鄉，曾任苗栗縣縣長、頭份鎮鎮長與親民黨籍立法委員。曾為中國國民黨籍，2023年8月22日宣布退黨。

## 經歷
- 1994年，代表中國國民黨當選第十二屆頭份鎮鎮長。
- 1998年，代表國民黨當選連任第十三屆頭份鎮鎮長。
- 2001年，退出國民黨，改代表親民黨當選第五屆立法委員。
- 2004年，代表親民黨當選連任第六屆立法委員。
- 2005年，以無黨籍身份、親民黨背書下參選第十五屆苗栗縣縣長，第三高票落敗。
- 2008年，親民黨背書下重返國民黨，代表國親聯盟當選連任第七屆苗栗縣第二選舉區立法委員，擊敗同黨的何智輝和民主進步黨的詹運喜。
- 2012年，代表國民黨當選連任第八屆立法委員，擊敗民進黨的楊長鎮。
- 2014年，代表國民黨參選第十七屆苗栗縣縣長選舉，[3]以『飛耀苗栗．幸福城市』為競選主軸[4]，以14萬票贏過民進黨徵召的不分區立委吳宜臻和無黨籍康世儒等4位候選人，成為繼傅崐萁後首位具國親聯盟背景的縣市長。
- 2018年，代表國民黨參選連任第十八屆苗栗縣縣長，擊敗民進黨所支持的無黨籍的時任頭份市市長徐定禎，成為唯一一位國親聯盟籍的縣市長。
- 2023年，欲參選國民黨苗栗縣第二選舉區立法委員初選失利，未能成功代表國民黨參選[5]。同年8月，再次退出國民黨。[6]9月25日，因其先前表態支持獨立參選的總統候選人郭台銘，國民黨正式通過開除其黨籍[7]。
- 2023年9月，出任郭台銘苗栗縣連署總部榮譽執行長[8]。

## 選舉紀錄
| 年度 | 選舉屆數               | 選舉區               | 所屬政黨                     | 得票數  | 得票率 | 當選標記 | 備註 |
| ---- | ---------------------- | -------------------- | ---------------------------- | ------- | ------ | -------- | ---- |
| 1998 | 第十三屆頭份鎮鎮長選舉 | 苗栗縣頭份鎮         | 中國國民黨                   | 24,166  | 71.90% |          |      |
| 2001 | 第五屆立法委員選舉     | 苗栗縣立法委員選舉區 | 親民黨                       | 44,432  | 17.15% |          |      |
| 2004 | 第六屆立法委員選舉     | 苗栗縣立法委員選舉區 | 親民黨                       | 44,315  | 18.48% |          |      |
| 2005 | 第十五屆苗栗縣縣長選舉 | 苗栗縣               | 無黨籍 · （ 親民黨背書）     | 47,834  | 17.07% |          |      |
| 2008 | 第七屆立法委員選舉     | 苗栗縣第二選舉區     | 中國國民黨 · （ 親民黨背書） | 57,880  | 45.62% |          |      |
| 2012 | 第八屆立法委員選舉     | 苗栗縣第二選舉區     | 中國國民黨 · （ 親民黨背書） | 118,858 | 71.65% |          |      |
| 2014 | 第十七屆苗栗縣縣長選舉 | 苗栗縣               | 中國國民黨 · （ 親民黨背書） | 147,547 | 46.59% |          |      |
| 2018 | 第十八屆苗栗縣縣長選舉 | 苗栗縣               | 中國國民黨 · （ 親民黨背書） | 175,756 | 57.74% |          |      |

## 爭議

### 圖利罪官司
徐耀昌於1998年任職苗栗縣頭份鎮鎮長時，辦理頭份垃圾場案時被控違法核發棄土證明以圖利棄土業者。2013年7月23日，台北地院歷經十餘年審理，法官審酌徐耀昌有違職分，犯後卸責狡辯、毫無悔意，依圖利罪判處徐耀昌9年徒刑、褫奪公權6年，全案可上訴。徐耀昌隨即遭國民黨停權。2014年被撤銷停權處分。
2014年10月，民進黨批判司法單位「該辦不辦」，徐耀昌因圖利罪遭起訴，卻拖了16年還未定讞。

### 女兒任職觀光局
2016年底，媒體爆出徐耀昌長女徐嫚均在2009年憑觀光局一紙公文就從台灣觀光協會職員成觀光局駐香港辦事處僱員，且僅到職3個月就被升任為香港辦事處外派秘書；隔年徐女嫁港籍男友，還請領眷屬補助，月薪逾28萬元台幣。 
2011年到2012年間，徐女負責廣告採購業務，竟將香港辦事處大型廣告採購案交由其丈夫的公司負責；另徐女出勤的打卡單被註記「未到班自行蓋公出章」，辦事處還曾因徐女沒上班無法簽支票，導致電力、網路、電話被斷，後來因帳目不清的疏失記兩次申誡被調職返台。2016年香港稅務局公司註冊處查出辦事處帳目不清，其中徐女涉及發包的數百萬廣告案有收支跟憑證不符的情形，且未提交2013到2014年的申報表與收支報告。  

### 粗口批評議員
2019年9月26日，苗栗縣議員曾玟學於個人粉絲專頁指出，苗栗縣議會為配合縣長宴請議員，變更議程提前至中午散會。當晚記者針對該議員之貼文對縣長進行採訪，徐耀昌竟爆粗口，指稱曾玟學是小王八蛋。 律師、苗栗縣議員陳品安也認為縣長此舉已涉及公然侮辱，呼籲縣長應公開對曾玟學議員道歉。9月27日，徐再度受訪時仍表示：「叫他去告我啊！」，更宣稱只是私底下和朋友聊天，並表示，議員喜歡問政，應好好在議會問政，這是多數決，「不是你講了就算」；年紀輕輕要懂得禮貌，卻連議會、議長都批評，這不是「小孩子」應有的作為。

### 同性戀歧視言論
2019年10月18日，徐耀昌在苗栗中國國民黨總統候選人韓國瑜的造勢場合中，抨擊同性婚姻是會絕子絕孫的事情，並點名民進黨。11月27日苗栗縣議會質詢性別職場議題時，徐耀昌又提及曾在公開場合抨擊同性婚姻，徐耀昌表示，法國做了同志婚禮，而現在數十萬人走上街頭反對這個問題。他說：「男的跟男的會生小孩嗎？女的跟女的會生小孩嗎？尤其現在少子化以後，每個孩子都是心肝寶貝，同性結婚根本不可能有孩子，甚至絕子絕孫」「這有錯嗎？」。12月接受議會質詢有關《性別工作平等法》議題時又說同志觀光島，會衍生出愛滋病等後遺症，「這些同志的觀光島沒有搞成，搞成愛滋病的台灣島」。

### 碩士論文抄襲
2020年7月23日，苗栗縣時代力量縣議員曾玟學臉書上指出，現任苗栗縣縣長徐耀昌與新竹縣議會前議長張碧琴均曾就讀中華大學經營管理所，2009年先後發表碩士學位論文，徐題目為《觀光產業行銷策略規劃：苗栗縣個案分析》，張的題目為《觀光產業行銷策略規劃：新竹縣個案分析》，除抽換縣名外，兩人題目完全一樣，指導教授也同為黃國敏教授；兩篇論文前三章的緒論、文獻回顧、研究方法內文幾乎完全一樣，前三章「一字不動全文相同」部分高達61頁，占前三章83％，占全論文51％；兩篇論文的部份段落也與黃國敏早於2005年前投稿期刊的論文一樣。苗栗縣政府媒體事務中心主任龍明潭向蘋果日報表示：「縣府這邊不回應。」

### 為其他候選人站台
2022年9月，徐耀昌因公開替無黨籍苗栗縣縣長候選人鍾東錦站台，引起同黨籍候選人謝福弘陣營人士不滿，並指徐耀昌此舉嚴重傷害國民黨。國民黨苗縣黨部則表示，預計5日上午召開考核紀律委員會討論，會中達成決議之建議內容，將送交黨中央考紀委員會。原預定將在10月20日召開撤銷徐耀昌黨籍案的中央考紀會，最後在出席人數不足的情況下，宣布取消會議。
2023年8月10日，正於2024年總統大選氛圍，徐耀昌所屬的國民黨已推出候選人侯友宜，而徐耀昌卻為另一位有意表態參選的郭台銘在造勢場合站台，甚至在舞台上喊出兩次「下架國民黨」，引來國民黨中央不滿。雖然事後以口誤作解釋，但國民黨仍發函欲調查此事，徐耀昌得知後隨即改口稱他是有感而發，各界看法也見仁見智，他尊重考紀會的決定。
2023年9月27日，國民黨宣布開除徐耀昌黨籍。

## 外部連結
- 徐耀昌加油讚的Facebook專頁
- YouTube上的徐耀昌頻道

| 中華民國政府職務 | 中華民國政府職務                                         | 中華民國政府職務                   |
| ---------------- | -------------------------------------------------------- | ---------------------------------- |
| 苗栗縣頭份鎮公所 |                                                          |                                    |
| 前任： 張真臺    | 頭份鎮鎮長 第十二、十三屆 1994年3月1日－2002年2月1日     | 繼任： 黃坤火（代理） 正任：陳永賢 |
| 苗栗縣政府       |                                                          |                                    |
| 前任： 劉政鴻    | 苗栗縣縣長 第十七、十八屆 2014年12月25日－2022年12月25日 | 繼任： 鍾東錦                      |